# Іппіцусай Бунтьо
Іппіцусай Бунтьо (д/н — після 1795) — японський художник жанру укійо-е періоду Едо. Походив з самурайського роду. Після смерті свого сюзерена переїхав до Едо, де навчався в школі малювання Кано, пізніше захопившись мистецтвом укійо-е. Вважається, що він навчався у Судзукі Харунобу, який значно вплинув на творчість Бунтьо. Період творчості припадає на 1765—1795 роки. Найвідомішим учнем був Кісі Бунсьо.

## Творчість
Працював у жанрах бідзінга (зображення красунь) і якуся-е (зображення акторів). Він малював як мешканок «веселих кварталів» (повій), так і простих городян. Усі картини відрізняються одночасно реалістичністю і вишуканістю. При цьому поєднуються з меланхолічним пейзажем. Завдяки цьому відбувається нове піднесення жанру укійо-е.
Серед серій гравюр найвдалішими є «36 обраних куртизанок», «Згорнуті любовні послання» і «Вісім портретних видів». Статус «Особливо цінна річ мистецтва» отримала гравюра «Актор Ямасіта Кьоносуке з маскою на потилиці». Гравюри мають формати тубан (26,4x18,8) і хосо-е (30,3x15,15). Часто картини поєднував з власними віршами.
У 1770-х роках разом з Кацукава Сюнсо працював над виданням 3-томної книги «Ехон Бутан Огі» («Ілюстрована енциклопедія для аматорів сцени»). Головною відмінністю зображень акторів у цій книзі була портретна схожість («нігай») з реальними акторами, актори представлені як конкретні особи з власною, а не шаблонною мімікою. У книзі Бунтьо зобразив акторів в амплуа оннагата (виконавці жіночих ролей), а Кацукава — ката кеякі (в ролі лиходіїв).
У 1790 році створив календар у жанрі е-ґойомі.